# Identidades de Noether
En matemáticas, las identidades de Noether caracterizan la degeneración de un sistema lagrangiano. Dado un sistema de Lagrange y su lagrangiano L, las identidades de Noether se pueden definir como un operador diferencial cuyo núcleo contiene un rango del operador de Euler–Lagrange de L. Cualquiera de estos operadores obedece a las identidades de Noether que, por lo tanto, están separadas en triviales y no triviales. Un lagrangiano L se denomina degenerado si su operador de Euler–Lagrange L satisface las identidades no triviales de Noether. En este caso, las ecuaciones de Euler–Lagrange no son independientes.
Las identidades de Noether no necesitan ser independientes, sino que satisfacen las identidades de Noether de la primera etapa, que están sujetas a las identidades de Noether de la segunda etapa, y así sucesivamente. Las identidades de Noether de una etapa más alta también se separan en una vez trivial y no trivial. Un lagrangiano degenerado se denomina reducible si existen identidades de Noether de etapa superior no triviales. La teoría de paso de Yang-Mills y la teoría de norma gravitacional ejemplifican teorías de campo lagrangianas irreducibles.
Diferentes variantes del segundo teorema de Noether establecen la correspondencia uno a uno entre las identidades de Noether reducibles no triviales y las simetrías de paso no triviales reducibles. Formulado en un entorno muy general, el segundo teorema de Noether se asocia al complejo de Koszul-Tate de identidades de Noether reducibles, parametrizadas por anticampos, el complejo BRST de simetrías de indicadores reducibles parametrizadas por los espectros de Faddeev-Popov. Este es el caso de la teoría de campos covariantes clásica y de la teoría BRST lagrangiana.